# Jakob Immanuel Pyra
Jakob Immanuel Pyra (Cottbus, 25 luglio 1715 – Berlino, 14 luglio 1744) è stato un poeta tedesco.

## Biografia
Pyra fu un poeta autorevole e decisivo per la formazione del gusto poetico della metà del Settecento: tra gli altri, influenzò notevolmente il giovane Friedrich Gottlieb Klopstock.
Ovviamente oltre al suo contributo, il rinnovamento letterario tedesco avvenne grazie alla conoscenza degli inglesi John Milton e Alexander Pope, oltre che per l'attività critica degli svizzeri Johann Jakob Bodmer e Johann Jakob Breitinger. Tutti assieme superarono il gusto lirico, lo stile di Johann Christoph Gottsched.
Pyra frequentò l'università di Halle, dove conobbe Lange, e questa amicizia produsse un volume di poesie intitolato Thirsis und Damons freundschaftliche Lieder (Canti dell'amicizia di Tirsi e Damone, 1747), che si caratterizzò sia per la mancanza di rime sia per un fondo spirituale.
Nel 1737 diede alle stampe un poema comico intitolato Tempel der Dichtkunst (Tempio della poesia) ispirato a due opere del Pope.
Pyra influenzò la corrente letteraria capeggiata da Johann Wilhelm Ludwig Gleim, che pubblicò la sua prima raccolta di poesie proprio nell'anno della morte di Pyra.

## Opere
- Tempel der Dichtkunst (Tempio della poesia, 1737)
- Thirsis und Damons freundschaftliche Lieder (Canti dell'amicizia di Tirsi e Damone, 1747).